# Hutton Roof, South Lakeland
Hutton Roof är en by och en civil parish i Cumbria, England. Orten har 193 invånare (2001). Den har en kyrka.